# Печера (Тульчинський район)
Пече́ра — село в Україні, у Шпиківській селищній громаді Тульчинського району Вінницької області. Населення становило 780 осіб станом на 2021 рік. Короткий час була столицею Гетьмана Юрія Хмельницького. На території села розташований Печерський Парк палацу Потоцьких.

## Клімат і курорт
Клімат Печери характеризується м'якою зимою та теплим літом. На території села діє обласний санаторій відновного лікування.

## Археологія
Біля села знаходиться могильник кін. бронзової доби, де були знайдені бронзові дискові бляхи, які були прикрасами кінської вузди, і браслет з бронзового прута, скрученого в 6—7 обертів.

## Історія
Назва селища походить від печерних ходів, які служили сховищем для мешканців поселення від постійних нападів ворогів.
Ця земля, яка належала в XVI ст. магнатам Збаразьким, разом з правобережною Україною в XVII ст. належала молдовському господарю Дуке. У своєму літописі Самійло Величко розповідає «для своей господарської резиденції, у полку браславськом за Богом, у городку Печери, велел знаментій дом себе збудувати и в нем живучи хотел обоими украинскою и волоською землями владети». Другий літописець — молдовський — Нікульче писав: «На всіх Дука дивився зверху. Палац свій, стіл свій він тримав по царські». Також він заснував у містечку розкішний парк. Через політично-військові інтриги молдовський трон зайняв боярин Петричейку, а Дука був відправлений в Польщу де і помер.
Син Богдана Хмельницького — Юрій забрав землі Дуки. Печерська резиденція стала не потрібною для свого нового володаря, бо столицю було перенесено до Немирова. Замок не збергіся. Більшість каменю від палацу в Печері пішло на будівництво фундаменту для церкви.
В 1711 році Печера та Даньківка переходять у власність римсько-католицького єпископа Ігнація Длузького. Саме він оновлює і розбудовує парк, закладений господарем Дукою. Природний ландшафт використовується для побудови цілої системи гротів, шляхом нагромадження один на одного валунів, що надавало парку романтичного вигляду.
Як і більшість парків на Вінниччині, печерський парк розбудовувався у регулярному (геометричному) стилі, що з'явився в Україні під впливом модної на той час французької школи.
За сприяння Ігнація Длузького 1764, неподалік руїн колишньої резиденції Дуки, розпочинається будівництво церкви Різдва Богородиці на кошти, зібрані місцевим населенням. Для фундаменту було використано камінь зруйнованого палацу. Церква споруджувалася з тесаних дубових балок без використання цвяхів. Близько 1865 р. неподалік від західної стіни церкви, розпочалося будівництво кам'яної триярусної дзвінниці. Залишилися згадки, що під час копання котловану будівельники виявили п'ять людських скелетів, вражаючих своїм розміром — близько 2,5 метрів.
Почергово перебуваючи у власності Заславських, Вишневецьких, Длузьких, у 1790 році Печера стає власністю Станіслава-Щенсного Потоцького (власника парку Софіївка в Умані). Він призначає ці землі як віно (придане) своєї доньки Октавії (1783—1842), оцінивши їх у мільйон злотих.
1802 Октавія Потоцька у Тульчині вийшла заміж за Яна-Непомуцена Свейковського, який невдовзі на місці невеличкого маєтку розпочинає будівництво великого, розкішного, двоповерхового палацу в паладіянському стилі, який мав бути точною копією тульчинського маєтку його тестя Станіслава-Щенсного Потоцького, але значно меншим за розмірами.
Після смерті Яна Свейковського 1837, печерський маєток переходить у власність його сина Сигізмунда, який у 1842 р. продає його своєму двоюрідному брату Костянтину Потоцькому (1815—1875).
Попри те, що Потоцьким належало чимало маєтків як в Україні, так і на території сучасної Польщі, Печера стала їхньою основною резиденцію. Для перебудови парку К. Потоцький запросив спеціаліста з паркового мистецтва ландшафтного типу, який максимально використав природну красу крутих, скелястих берегів Південного Бугу, що доповнювалась річковими порогами.
Дендрологічні багатства парку представлені червоним дубом, модриною, липою, ясенем, ялиною, австралійською та чорною сосною, грабом, берестом, каштаном, кущами барбарису, бузку, бузини, калини, спіренеї та ін.
З часом вся територія була обнесена високим гранітним муром. Виїхати з парку можна було лише через ворота, біля яких цілодобово стояла варта. Попасти з одного берега на інший можна було за допомогою порому, що ходив в районі парку, або пішохідного підвісного моста.
У 1875 р. після смерті Костянтина Потоцького його власність, у тому числі Печера й Даньківка, успадковує його син Костянтин Костянтинович Потоцький (1846—1909).

### У добу УНР та комуністичної сваволі
7 (20) листопада 1917 року, відповідно до Третього Універсалу Української Центральної Ради, увійшло до складу Української Народної Республіки. В 1921 р. окуповане большевицькою Росією. У 1932—1933 комуністи організували у Печері Голодомор, від якого загинули переважно старі та діти. У 1941 німці вигнали комуністів із села та відновили богослужіння у православному храмі. Людям повертали награбоване комуністами добро. Але в 1944 СРСР знову захопила Печеру і володіла нею до 1991.
12 червня 2020 року, відповідно до Розпорядження Кабінету Міністрів України від  № 707-р «Про визначення адміністративних центрів та затвердження територій територіальних громад Вінницької області», увійшло до складу Шпиківської селищної територіальної громади.
19 липня 2020 року, в результаті адміністративно-територіальної реформи та ліквідації Тульчинського район(1923 — 2020), село увійшло до складу новоутвореного Тульчинського району.

## Населення

### Мова
Розподіл населення за рідною мовою за даними :
| Мова       | Кількість | Відсоток |
| ---------- | --------- | -------- |
| українська | 1127      | 98.77%   |
| російська  | 11        | 0.96%    |
| румунська  | 1         | 0.09%    |
| білоруська | 1         | 0.09%    |
| болгарська | 1         | 0.09%    |
| Усього     | 1141      | 100%     |

## Пам'ятки
- Парк колишнього палацу Потоцьких
- Склеп родини Потоцьких, спроектований та зведений Владиславом Городецьким. Нині діючий католицький костел св. Андрія Боболі
- Прибузький заказник — ландшафтний заказник місцевого значення.
- Мазуровецька дубина — орнітологічний заказник місцевого значення.
- Церква Різдва Пресвятої Богородиці 1774 р.
- Краєзнавчий музей

## Галерея
|                          |
| Церква Різдва Богородиці |

|                         |
| Склеп родини Потоцьких. |

|                         |
| Склеп Потоцьких. Ворота |

|                                                         |
| Залишки скульптури у парку колишнього палацу Потоцьких. |

|                                                       |
| Сходи до річки від парку колишнього палацу Потоцьких. |

|                                                          |
| Вигляд на церкву з річки вниз за течією Південного Бугу. |

|                                   |
| Статуя на березі Південного Бугу. |

|                                   |
| Пам'ятник Шевченкові перед школою |

|                 |
| Братська могила |

|                 |
| Братська могила |

|                 |
| Братська могила |

## Відомі особи
- Болоховська Валентина Антонівна — (народилася 21 жовтня 1951 року в селі Печера Тульчинського району Вінницької обл.) — український науковець в галузі біотехнологій, лауреат Державної премії України в галузі науки і техніки 2001 року, засновник «БТУ-Центр» («Біотехнологія України-Центр»).